# Maurice-Louis-Marie Rivière
Maurice-Louis-Marie Rivière (* 6. Juni 1859 in Paris; † 28. September 1930 in Le Vast) war ein französischer römisch-katholischer Geistlicher und Erzbischof.

## Leben
Maurice-Louis-Marie Rivière wuchs als Sohn eines Architekten in Paris auf. Zur Familie der Mutter gehörten ein Politiker und Kardinal Richard de la Vergne. Er besuchte das Collège Stanislas, studierte Theologie in Rom und wurde dort 1882 zum Priester geweiht. Er wurde Kaplan an der Kirche La Madeleine, 1898 Pfarrer der Kirche Saint-Antoine-des-Quinze-Vingts und daran anschließend Pfarrer von La Madeleine. Von 1915 bis 1920 war er Bischof von Périgueux und von 1920 bis zu seinem Tod 1930 Erzbischof von Aix-en-Provence. Er starb nach langer Krankheit im Alter von 71 Jahren.
Am 24. Mai 1923 präsidierte er die von Folco de Baroncelli organisierte Wallfahrt nach Saintes-Maries-de-la-Mer.
Sein Versuch, im Herbst 1926, bei Papst Pius XI. persönlich für den Erhalt der  Action française einzutreten, scheiterte. Der Papst verbot die reaktionäre und antisemitische Bewegung um Charles Maurras (der in Aix-en-Provence aufgewachsen war) im Dezember 1926.
Er war seit 1922 Ehrendomherr von Fréjus.